# Ilias Ambrosiana

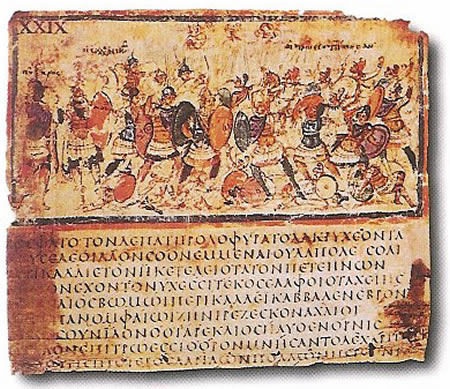
Figur XXIX

Ilias Ambrosiana, auch Ilias picta, ist die Bezeichnung für die Fragmente einer großformatig illustrierten Handschrift von Homers Ilias, die um 500 im ägyptischen Alexandrien hergestellt worden ist. Die 51 Fragmente aus Pergament mit 58 Miniaturen finden sich jetzt unter der Signatur F 205 inf. in der Biblioteca Ambrosiana in Mailand.
Ende 1609 kam mit der Bibliothek des Humanisten Gian Vincenzo Pinelli eine Papierhandschrift des 13. Jahrhunderts in die Ambrosiana. Sie enthielt Scholien zur Ilias. Auf den Seiten der Handschrift waren 51 Fragmente mit den Darstellungen von 58 Szenen aus der Ilias zur Illustration eingeklebt. Nach der Ablösung zeigte sich, dass auf der Rückseite der Bilder Abschnitte des homerischen Gedichts in einer Majuskel geschrieben sind, die sich an der alten römischen Unziale orientiert. 